# Margus Tsahkna
Margus Tsahkna, född 13 april 1977 i Tartu, är en estnisk jurist och politiker. Sedan 17 april 2023 är han Estlands utrikesminister.
Han var från 2015 till 2017 partiledare för det konservativa partiet Förbundet Fäderneslandet och Res Publica och från 2016 till 2017 Estlands försvarsminister i regeringen Ratas. Dessförinnan var han 2015–2016 Estlands socialförsäkringsminister i Taavi Rõivas regering.
Tsakhna lämnade efter sin avgång som partiledare även partiet 2018 och blev istället medlem i det nygrundade liberala småpartiet Estland 200. I och med partiets stora framgångar i valet 2023 kom Tsahkna åter att ingå i regeringen, nu som utrikesminister.